# Sematophyllum pobeguinii
Sematophyllum pobeguinii är en bladmossart som beskrevs av Brotherus 1925. Sematophyllum pobeguinii ingår i släktet Sematophyllum och familjen Sematophyllaceae. Inga underarter finns listade i Catalogue of Life.